# Santuari de Jesús Nazareno d'Atotonilco
El Santuari de Jesús Nazareno d'Atotonilco és un temple barroc del segle XVIII a 14 quilòmetres de San Miguel a l'Estat de Guanajuato. Està inscrit a la llista del Patrimoni de la Humanitat de la UNESCO des del 2008